# Таха Альхамид
Таха Альхамид (индон. Thaha Alhamid) — индонезийский гражданский активист выступающий за независимость Западной Новой Гвинеи от Индонезии. Выполнял функции Генерального секретаря Президиума Совета Папуа.

## Биография
Таха Альхамид, а также Том Бинал, Сократ Софьян Йоман, Вилли Мандоуэн и Террианус Йоку прибыли в Соединённые Штаты Америки, обратились в Конгресс США и Организацию Объединённых Наций, с просьбой вмешаться в ситуацию в Западной Новой Гвинее. Также они попросили помощь в проведении референдума в Папуа и Западном Папуа, о самоопределении и дальнейшем статусе Западной Новой Гвинеи.